# Brice Johnson
Jonathan Brice Johnson (ur. 27 czerwca 1994 w Orangeburgu) – amerykański koszykarz występujący na pozycji silnego skrzydłowego, obecnie zawodnik Chorale de Roanne Basket.
W 2011 i 2012 został wybrany najlepszych zawodnikiem szkół średnich stanu Karolina Południowa 
(South Carolina Gatorade Player of the Year, South Carolina Mr. Basketball - 2012). W 2012 został zaliczony do I składu Parade All-American, wystąpił też w meczu gwiazd – Jordan Classic. W 2011 zdobył brązowy medal podczas turnieju Nike Global Challenge. W 2015 wystąpił w spotkaniu Adidas Nations Counselors.
29 stycznia 2018 został wymieniony do Detroit Pistons w transakcji obejmującej sześciu zawodników. 8 lutego Pistons wytransferowali go wraz z wyborem II rundy draftu 2022 do Memphis Grizzlies w zamian za Jamesa Ennisa. 27 marca opuścił zespoły Memphis Grizzlies i Memphis Hustle.
19 lutego 2019 dołączył do portorykańskiego Indios de Mayaguez. 16 sierpnia został zawodnikiem Orlandina Basket Capo d'Orlando, występującego w II lidze włoskiej (Serie A2). 
11 stycznia 2020 dołączył do francuskiego Chorale de Roanne Basket.  

## Osiągnięcia
Stan na 11 stycznia 2020, na podstawie, o ile nie zaznaczono inaczej.
NCAA
- Wicemistrz NCAA (2016)
- Uczestnik:
  - rozgrywek Sweet Sixteen turnieju NCAA (2015, 2016)
  - turnieju NCAA (2013–2016)
- Mistrz:
  - turnieju konferencji Atlantic Coast (ACC – 2016)
  - sezonu zasadniczego ACC (2016)
- Zaliczony do:
  - I składu:
    - All-American (2016)
    - ACC (2016)
    - defensywnego ACC (2016)
    - turnieju:
      - ACC (2015, 2016)
      - NCAA Final Four (2016 przez Associated Press)[9]
      - CBE Classic (2016)
      - Hall of Fame Tip-Off Naismith Bracket (2014)

  - III składu ACC (2015)

NBA
- Zaliczony do I składu ligi letniej NBA w Orlando (2016)